# Exocelina cyclops
Exocelina cyclops  (лат.) — вид жуков-плавунцов рода Exocelina (Copelatinae, Dytiscidae). Видовое название дано по месту обнаружения типовой серии (горы Cyclops Mountains).

## Распространение
Остров Новая Гвинея: Папуа — Новая Гвинея (Papua New Guinea: Jayapura Regency, Cyclops Mts, 02°32.03'S, 140°30.41'E, на высоте 710 м).

## Описание
Мелкие водные жуки красновато-коричневого цвета (ноги светлее), длина тела около 3 мм (от 3,0 до 3,55 мм), округло-овальной вытянутой формы тела; матовые. Усики 11-члениковые. Пронотум короткий, надкрылья без бороздок. Крылья хорошо развиты. Связаны с водой. Вид был впервые описан в 2018 году австрийским колеоптерологом Еленой Владимировной Шавердо (Helena Vladimirovna Shaverdo; Naturhistorisches Museum Wien, Вена, Австрия) и немецким энтомологом М. Балком (Michael Balke; Zoologische Staatssammlung München, Мюнхен Германия). Включён в состав видовой группы Exocelina casuarina-group, в которой сходен с видами Exocelina sumokedi, Exocelina  adelbertensis и Exocelina  bewani. Видовое название дано по месту обнаружения типовой серии.